# 聖ザカリア祭壇画
『聖ザカリア祭壇画』（せいザカリアさいだんが、伊: Pala di San Zaccaria）は、1505年に制作された、イタリアのルネサンス期ヴェネツィア派の画家ジョヴァンニ・ベッリーニによる絵画である。ヴェネツィアのサン・ザッカリーア教会に所蔵されている。

## 歴史
本作は、1648年に作家兼画家のカルロ・リドルフィによって、ヴェネツィアの政治家で外交官、「ピエトロ・カッペッロを記念して依頼された大きな絵画」として言及された。リドルフィは、「ジョヴァンニ・ベッリーニによる、最も美しく繊細な作品の一つ」と表現した。
ジョルジョーネの影響が否定できないベッリーニ最初の作品であり、ベッリーニの画業の最後の段階である色彩の時代の開始を告げるものであった。

## 概要
作品は大きな壁龕に設定されており、確立された構成の中での聖会話を描いている。聖母子が即位し、奏楽者の天使が階段に、四人の聖人が左右対称に配置されている。聖人は、使徒聖ペテロ、アレクサンドリアの聖カタリナ、聖ルチア、聖ヒエロニムスである。
全体的な構成は、『サン・ジョッベ祭壇画』（例えば、モザイクと後陣が共通している）などの以前の作品と同様であるが、ベッリーニは、アルヴィーゼ・ヴィヴァリーニの『バットゥーティ祭壇画』（以前、ベッルーノにあったが、今は失われている）に触発された、風景のある側面の開口部など、いくつかの新たな要素を導入している。色彩と光は、ベッリーニがジョルジョーネの色彩と雰囲気の様式に新たに順応していることを示している。
聖母マリアの頭上の卵は創造の象徴であり、おそらくピエロ・デラ・フランチェスカの『ブレラ祭壇画』から借用されている。その下のムラサキウマゴヤシは、アンドレア・マンテーニャの『サン・ゼーノの祭壇画』を想起させる。